# École de l'Air
École de l'Air er et militærakademi og en grande école, der uddanner linje-officerer til Frankrigs luftvåben, Armée de l'air. École de l'Air er beliggende på flyvevåbnets flyvestation i Salon-de-Provence i France.
Instituttet blev oprettet i 1933 og har i dag omkring 500 studerende. 

## Uddannelser der kan gennemføres
- Ingeniør École de l'Air ;
- Mastère Spécialisé (i partnerskab med École nationale de l'aviation civile og Institut supérieur de l'aéronautique et de l'espace)[2] ;
- Gratis online kurser på univeristetsniveau via internette i luftforsvar[3][4].

## Berømte alumne
- Léopold Eyharts, ESA-astronaut[5]